# Gare de Sommery
Gare de Sommery vasútállomás Franciaországban, Sommery településen.

## Vasútvonalak
Az állomást az alábbi vasútvonalak érintik:
- Amiens–Rouen-vasútvonal

## Kapcsolódó állomások
A vasútállomáshoz az alábbi állomások vannak a legközelebb:
- Gare de Serqueux
- Gare de Montérolier - Buchy